# Enes Sali
Enes Sali (Toronto, 23 februari 2006) is een Roemeens voetballer die bij voorkeur als offensieve middenvelder speelt. Hij speelt bij FC Dallas.

## Clubcarrière
Sali speelde in de jeugd bij het Canadese Woodbridge Strikers, het Spaanse FC Barcelona en de Roemeense Gheorghe Hagi Football Academy. Op 9 augustus 2021 debuteerde hij voor Farul Constanța op vijftienjarige leeftijd op het hoogste niveau tegen Sepsi OSK. Op 13 september 2021 volgde zijn eerste competitietreffer tegen FC Academica Clinceni.

## Clubstatistieken
| Seizoen | Club            | Competitie | Competitie | Competitie | Competitie | Beker | Beker | Beker | Internationaal | Internationaal | Internationaal | Totaal | Totaal | Totaal |
| Seizoen | Club            | Competitie | Wed.       | Dlp.       | Ass.       | Wed.  | Dlp.  | Ass.  | Wed.           | Dlp.           | Ass.           | Wed.   | Dlp.   | Ass.   |
| ------- | --------------- | ---------- | ---------- | ---------- | ---------- | ----- | ----- | ----- | -------------- | -------------- | -------------- | ------ | ------ | ------ |
| 2021/22 | Farul Constanța | Liga 1     | 20         | 1          | 0          | 0     | 0     | 0     | —              | —              | —              | 20     | 1      | 0      |
| 2022/23 | Farul Constanța | Liga 1     | 19         | 2          | 0          | 3     | 0     | 2     | —              | —              | —              | 22     | 2      | 2      |
| 2023/24 | Farul Constanța | Liga 1     | 11         | 1          | 0          | 4     | 0     | 0     | 1              | 0              | 0              | 16     | 1      | 0      |
| 2024    | FC Dallas       | MLS        | 0          | 0          | 0          | 0     | 0     | 0     | 0              | 0              | 0              | 0      | 0      | 0      |
| TOTAAL  | TOTAAL          | TOTAAL     | 50         | 4          | 0          | 3     | 0     | 2     | 0              | 0              | 0              | 58     | 4      | 2      |

Bijgewerkt op 1 februari 2024.

## Trivia
Enes Sali heeft een Turks-Canadese moeder en een Roemeense vader. Zijn ouders maakten kennis in Constanța en verhuisden nadien naar Canada, waar Sali opgroeide. In 2019 verhuisde Sali samen met zijn vader terug naar Roemenië.